# BANG! BANG! バカンス!
「BANG! BANG! バカンス!」（バン! バン! バカンス!）は、SMAPの37枚目のシングル。2005年7月27日にビクターエンタテインメントから発売された。

## 概要
本作は、アルバム『SAMPLE BANG!』と同時発売。同アルバムには収録されず、2016年発売のベスト・アルバム『SMAP 25 YEARS』でアルバム初収録。
「BANG! BANG! バカンス!」は、発売時期に行われた「スキウタ〜紅白みんなでアンケート〜」で白組部門26位にランクインした（同年の第56回NHK紅白歌合戦では次作「Triangle」が歌唱された）が本曲は歌唱していない。
「男前だね木村くん」「稲垣って名字の半分はガキ」など、歌詞中にメンバーの名前が出てくることが特徴。同じく歌詞中に登場する「前田さん」はメンバーに存在しない名前であるが『SMAP×SMAP』内でAKB48とコラボした際には「前田さんなんてウチにはいない…いたっ!」とアドリブを交え歌っている。
任天堂から2007年5月17日に発売されたニンテンドーDS用ソフト『燃えろ!熱血リズム魂 押忍!闘え!応援団2』に表題曲「BANG! BANG! バカンス!」が収録されている（女性ボーカルによるカバー音源）。

## チャート成績
- オリコン週間シングルチャートで首位を獲得した。SMAPにとって同チャートでの1位獲得は「freebird」から4作連続・通算15作目となった。TOP10入りはデビュー以来37作連続となった。初動売上は約23.5万枚であった[4]。
- 累計売上は40.3万枚（オリコン調べ）。

## 収録曲
1. BANG! BANG! バカンス!
作詞:宮藤官九郎 / 作曲・編曲:コモリタミノル
  - テレビ朝日系 スポーツ中継（スーパーベースボール、世界水泳など）テーマソング
2. 優しい言葉
作詞・作曲・編曲:タカチャ / コーラスアレンジ:知野芳彦）
3. BANG! BANG! バカンス!（back track）
4. 優しい言葉（back track）

## ライブ・パフォーマンス
- 『SMAP×SMAP』（2005年7月18日、関西テレビ・フジテレビ）
この回の音楽コーナー「S-Live」で披露。
テレビ初披露。
- 『SMAP×SMAP』（2005年7月25日、関西テレビ・フジテレビ）
この回の音楽コーナー「S-Live」でMV初公開。
- 『うたばん』（2005年7月28日・8月4日、TBS）
- 『ミュージックステーション』（2005年7月29日・8月5日、テレビ朝日）
7月29日はコンサートツアー開催中の札幌から中継で披露。翌週8月5日は東京のスタジオで披露した。
- 『僕らの音楽』（2005年7月29日、フジテレビ）
- 『CDTV』（2005年7月30日、TBS）
- 『SMAP×SMAP』（2005年8月1日・8月8日・8月15日・8月29日、関西テレビ・フジテレビ）
この回の音楽コーナー「S-Live」で披露。
- 『2005 FNS歌謡祭』（2005年12月7日、フジテレビ）
番組のトップバッターで披露。
- 『さんま&SMAP!美女と野獣のクリスマススペシャル』（2005年12月24日、日本テレビ）
- 『ミュージックステーション』（2009年8月28日、テレビ朝日）
「そっと きゅっと」とのメドレーで披露。
- 『SMAP×SMAP』（2013年9月9日、関西テレビ・フジテレビ）
この回のスペシャルコーナー「前代未聞生放送ライブ! シングル50曲40分間ノンストップスペシャル」で披露。
- 『ミュージックステーション』（2014年7月25日、テレビ朝日）
「Top Of The World」「シャレオツ」とのメドレーで披露。
- 『武器はテレビ。 SMAP×FNS 27時間テレビ』（2014年7月26日・7月27日、フジテレビ）
この回のスペシャルコーナー「怒涛の超豪華27曲45分3秒! SMAPノンストップLIVE!!! SUPER MEMORIAL ADRENALIN PARTY」で披露。
- 『SMAP×SMAP』（2015年7月27日、関西テレビ・フジテレビ）
この回の音楽コーナー「S-Live」で、Sexy Zoneとのコラボレーションで披露。
- 『2015 FNSうたの夏まつり』（2015年7月29日、フジテレビ）

他多数